# MÁVAG Héja I / II
El MÁVAG Héja («halcón» en húngaro) fue un caza monomotor de ala baja fabricado por la compañía húngara MÁVAG a principios de los años 40 ; estaba basado en el caza italiano Reggiane Re.2000, Hungría compró la licencia de fabricación del modelo, aunque recibió modificaciones en la motorización y en el armamento. El Héja formó parte de la Real Fuerza Aérea Húngara, con la que combatió en el Frente Oriental durante la Segunda Guerra Mundial.

## Diseño y desarrollo
En diciembre de 1939 setenta cazas Reggiane Re.2000, comprados en Italia, fueron entregados a la Magyar Királyi really Vas-, Acél-és Gépgyárak (MÁVAG) (Reales establecimientos húngaros de hierro, acero y maquinaria), donde fueron modificados y designados MÄVAG Héja I (Azor).
Los motores Piaggio P.XI originales fueron reemplazados por los Manfred Weiss WM K-14 que accionaban hélices tripala de velocidad constante Hamilton Standard. El WM K-14 era una copia fabricado bajo licencia del motor francés Gnome-Rhône 14K que exigió un alargamiento de 3 pulgadas y 1 pie de fuselaje hacia adelante de los cazas, para restaurar el centro de gravedad en una posición segura. El motor Piaggio era también una copia del Gnome-Rhône 14K, pero menos confiable que el original.
Pronto se tomó la decisión de producir más cazas Héja bajo licencia en Hungría como MÁVAG Héja II (Azor II). El nuevo Héja II fue enteramente húngaro con aviones producidos localmente, así como los motores y armamento. El nuevo avión difería del caza Reggiane en un número de características; las más importantes dejando aparte el motor fueron el armamento que fue cambiado a dos ametralladoras de 12,7 mm Gebauer GKM 1940.M instaladas en la parte superior del morro con 300 rondas. La longitud era de 8,39 m , y la velocidad máxima de 485 km/h a 4.200 m con una autonomía de 2 h y 30 min. El primer MÁVAG Héja II estuvo en el aire el 30 de octubre de 1942 y en total MÁVAG construyó otros 203 aparatos para la fuerza aérea húngara. Un ataque aéreo aliado en julio de 1944 destruyó la fábrica de WM impidiendo que se completaran entre 25 y 30 aviones. El último avión se completó el 1 de agosto de 1944, cuando cesó la producción.

## Historia operacional

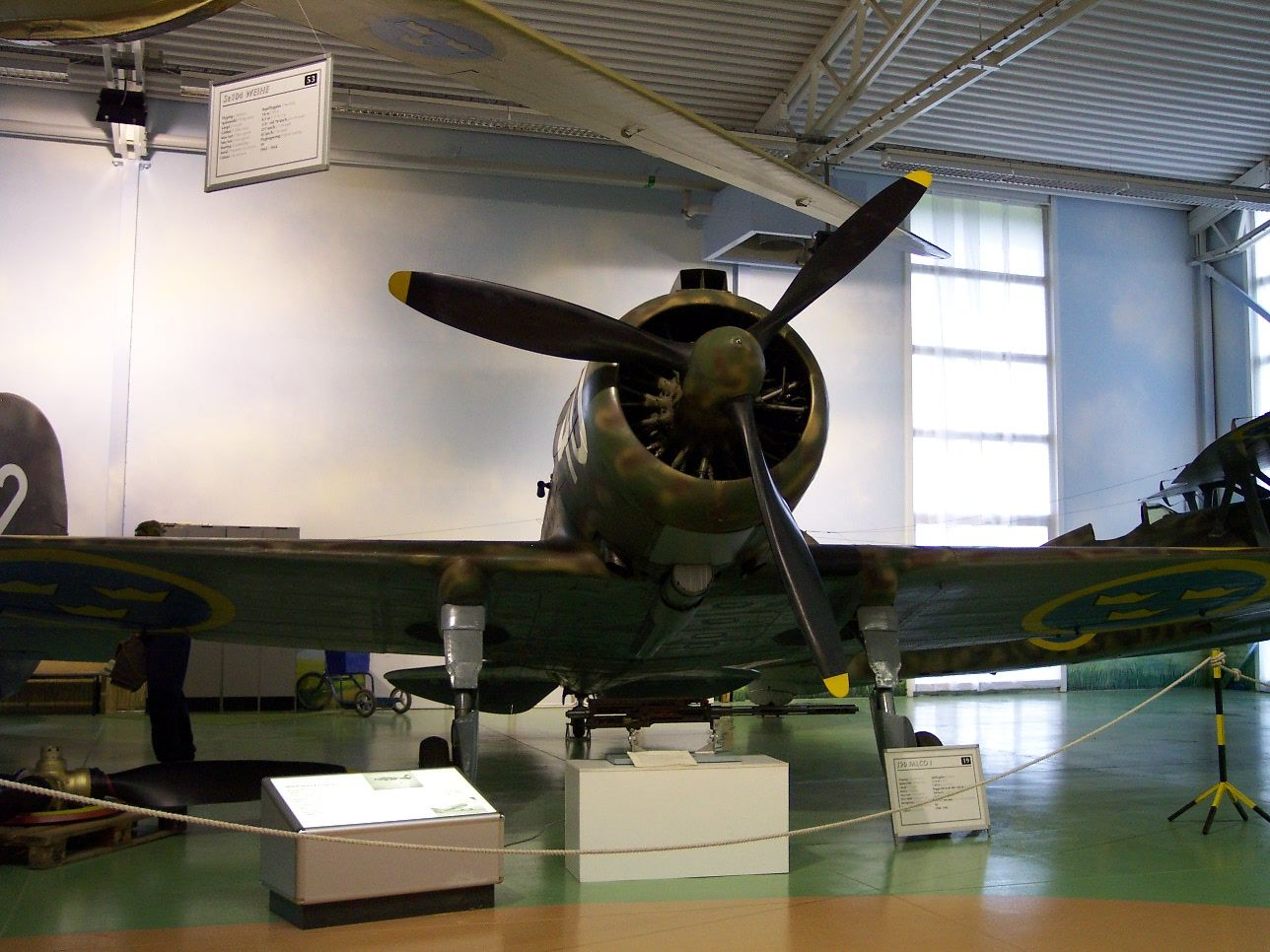
Reggiane J 20 (Re.2000) de la Fuerza Aérea Sueca, modelo a partir del cual surge el MÁVAG Héja

Hungría fue un aliado del III Reich durante la Segunda Guerra Mundial, motivo por el cual al menos un escuadrón de MÁVAG Héja entró en combate en el Frente Oriental. Sin embargo, gran parte de los Héja operaron dentro de Hungría realizando misiones de defensa aérea y como aviones de entrenamiento.

## Variantes
Héja I
Designación húngara para los Reggiane Re.2000 Serie I adquiridos.
Héja II
Designación húngara para una modificación de la producción bajo licencia del Re.2000 Serie I, que contaba con un motor WMK 14 de fabricación húngara y basado en el Gnome-Rhône Mistral Major 14kfs, y 2 ametralladoras  Gebauer GMK de 12,7 mm. Se fabricó entre julio de 1942 y octubre de 1944.

## Operadores
Hungría
- Real Fuerza Aérea del Ejército Húngaro

70 unidades del Reggiane Re.2000, que fueron denominadas Héja (en húngaro: Halcón), y dieron muy buenos resultados, por lo que se adquirió la licencia de fabricación; se construyeron 200 ejemplares, que recibieron la denominación Héja II; contaban con diferente motorización y armamento.

## Especificaciones técnicas (Héja II)

### Características generales
- Tripulación: 1
- Longitud: 8,39 m
- Envergadura: 11,00 m
- Altura: 3,10 m
- Superficie alar: 20,4 m²
- Peso vacío: 2.070 kg
- Peso cargado: 2.520 kg
- Planta motriz: 1× motor radial de 14 cilindros en dos filas refrigerado por aire Manfred Weiss WM K-14.
  - Potencia: 694 kW (1.030 hp)

### Rendimiento
- Velocidad máxima operativa (Vno): 485 km/h a 4200 m (13 780 pies)
- Alcance: 900 km
- Techo de vuelo: 8.138 m (26 700 pies)

### Armamento
- Ametralladoras: 2× Gebauer GKM 1940.M de 12,7 mm fijas de tiro frontal en el morro

### Desarrollos relacionados
- Reggiane Re.2000

### Aeronaves similares
- Curtiss P-36
- Curtiss-Wright CW-21
- Grumman F4F Wildcat
- Seversky P-35
- Bloch MB.150
- Bloch MB.152
- Fiat G.50
- Macchi M.C.200
- Mitsubishi A6M
- Nakajima Ki-43
- IAR 80
- Polikarpov I-180

### Listas relacionadas
- Anexo:Cazas de la Segunda Guerra Mundial